# 야성적 충동
야성적 충동(Animal spirits)은 존 매이너드 케인즈(John Maynard Keynes)가 1936년 발표된 그의 저서 ‘고용,이자 및 화폐에 관한 일반이론(The General Theory of Employment, Interest and Money)’에서 처음으로 사용된 용어로 예를 들어, 소비의욕(consumer confidence)을 직감, 성향, 감정과 같은 표면적으로 드러나는 것들로 사람의 행동을 설명하기 위한 용어이다. 야성적충동에 의해 생산된것인지 아니면 포함된 것인지에 대한 신뢰가 여전히 논쟁이 되어 왔다.

## 어원
“야성적충동”을 다룬 ‘2008 and 2009 as a part of the Keynesian resurgence’ 을 포함한 두책들과 몇가지 기사들이 있다. 케인즈의 원래 구절은 다음과 같다.
투자의 불안정함을 제거하더라도 인간 본성의 특징에 기인하는 불안함은 도덕, 쾌락, 경제를 막론하고 수학적기대보다는 자연낙관론에 더 의존하는 긍정적엔 행동의 많은 부분인 인간본성에도 불안정성은 존재한다. 아마 우리의 대부분의 결정은 양적 확률에 의해 도출된 양적 이익의 가중평균의 결과가 아니라 자발적인 행동 즉 야성적 충동의 결과로 오랜기간을 통해 도출된 전체 결과일 것이다.

William Safire는 2009년 3월 타임지에 기고한 “On Language : ‘Animal Spirits’”를 통해 설명했다. 경제학에서 유명한 케인즈의 어구가 있다. Bartholomew Traheron의 수술에 관해 번역서에 “외과의사들은 세가지 종류의 정신이 있다-동물, 활력, 천성” 가 적혀있다. 야성적충동은 머리속에 자리잡고있는데 영혼이 처음으로 작용하는 부분이기 때문에 라틴어’ animam’로 불리는 ‘동물(animal)’로 부른다. William Wood는 1719년 처음으로 경제학에 적용했다 : “외국무역이 증가하고… 우리의 자유를 보호하기 위해 많은 돈을 쓸수있는 봄의 풍요(Springs of Tiches)에 야성적 충동은 발생한다” 옳소, 옳소. 노벨수상자는 열정적인 감정을 장악했다.Daniel Defoe는 “로빈슨크루소 Robinson Crusoe”에서 “놀라운 점은 심장에서 ‘Animal Spirits’ 이 나오지 않는다는 것이다.” 에 사용하였다. Jane Austen은 이 의미를”오만과편견(Pride and Prejudice)”에서 “열정(ebullience)”이라는 뜻으로 사용했다. “그녀는 강한 animal spirits를 지녔다.” 1844년 노벨상수상자 Benjamin Disraelis는 “그는 대단한 animal spirits를 지녔고, 기쁨의 예리한 감각을 가졌다.”
이것은 또한 ‘인간의 본성에 관한 논문(Treatise of Human Nature)’에 언급되지는 않지만 자발적 동기부여에 대한 David Hume의 용어를 참조 할 수 있다고 케인즈는 말하였다. 용어 자체로서는 인간의 생각, 감정, 행동을 이끄는 정신(유체;fluid)으로 해석되는 라틴어 ’spiritus animales’로 부터도 그 의미가 도출된다.

## 같이 보기
- 행동경제학
- 동인 이론

## 참고 문헌
1. Pasquinelli, Matteo (2008). Animal Spirits: A Bestiary of the Commons. Rotterdam. NAi Publishers. ISBN 978-90-5662-663-1
2. Akerlof, George A. and Shiller, Robert J. (2009). Animal Spirits: How Human Psychology Drives the Economy, and Why It Matters for Global Capitalism. Princeton University Press. ISBN 978-1-4008-3012-1
3. Keynes, John M. (1936). The General Theory of Employment, Interest and Money. London. Macmillan. pp. 161-162.
4. "Animal Spirits", by William Safire, The New York Times, 10 March 2009
5. Coates, John. The hour between dog and wolf: risk-taking, gut feelings and the biology of boom and bust (1st American ed. ed.). New York: Penguin Press. ISBN 978-1594203381.